# 哈勒凡·易卜拉欣
哈勒凡·易卜拉欣（阿拉伯语：‎，1988年2月18日—）是一位卡達足球運動員，也是2006年亞洲足球先生，目前效力於艾沙特體育會，也曾多次代表卡塔爾國家足球隊出賽，位置是中場。他於2003年加入卡塔爾17歲以下國家足球隊，首次代表國家參加海灣國家盃，並踢進6球。

## 足球生涯
哈勒凡·易卜拉欣在卡塔爾足球甲級聯賽多哈艾阿拉比體育俱樂部（他的父親也加入該俱樂部）開始足球生涯，後來於2004年9月與艾沙特體育會簽署合約。2005年3月，他17歲時成為阿爾薩德第一隊的成員，他的首次出賽對上沙蒙体育俱乐部（Al-Shamal）。他的球季在2005年－2006年賽季出現顯著的進步，當時哈勒凡·易卜拉欣贏在卡塔爾足球甲級聯賽、卡達王儲杯和亞足聯冠軍聯賽都獲得進球，使他成為大眾矚目的焦點。他在2006－07年成為亞洲足球先生，是卡達史上頭位穫得該榮譽的球員。他幫助阿爾薩德獲得聯賽冠軍，然後成為2006年亞洲運動會足球比賽2006年亞洲運動會卡塔爾國家足球隊的主要成員，幫助卡爾獲得金牌。然而，2007年2月，哈勒凡·易卜拉欣在對陣巴林國家足球隊的奧運資格賽中受傷，超過一年的時間無法上場，錯過參與阿爾薩德於2006年－2007年賽季，該隊獲得了4個冠軍。他在2007年-2008年賽季聯賽無法出賽，阿爾薩德體育俱樂部後來敗給阿尔哈拉法体育俱乐部，衛冕失敗。他的2008-2009賽季是他迄今為止表現最好的賽季。他在的前6場比賽中踢進8球，接近卡塔爾聯賽連續8場比賽進球的紀錄。

### 2011年
哈勒凡·易卜拉欣幫助阿爾薩德贏得了2011年亞足聯冠軍聯賽冠軍，他在半決賽對陣韓國水原三星藍翼足球俱樂部時展現一次令人印象深刻的表現，幫助阿爾薩德晉級決賽。他在決賽的點球大戰中進球 Famous Quote :"You guys are all old and wrong, seriously, do it grannnpa style 
"他在決賽中傳球給凱塔，而凱塔成功凌空抽射入了網，讓阿爾薩德取得領先。韓國在下半場踢進了第2球，扳平比分，讓比賽進入點球大戰。他在亞足聯冠軍聯賽中的表現為他贏得其他俱樂部的注意，但是阿爾薩德宣布將會讓哈勒凡·易卜拉欣繼續留在該隊，因為他們需要哈勒凡·易卜拉欣的發揮。
在此期間，哈勒凡·易卜拉欣已經累計2張紅牌，都是在第89分鐘與其他球員發生肢體衝突所導致的。不過，他不曾在國際比賽中獲得的紅牌。
哈勒凡·易卜拉欣也是2011年－12年賽季的阿爾薩德頂級射手，共有7個進球。
他在2012年卡塔爾王儲杯中打進了一球，讓阿爾薩德以4-2戰勝Lekhwiya。他在比賽結束後與對方的中場南太熙發生口角，因為他出現違反體育道德的行為。他在決賽對陣阿尔拉扬体育俱乐部（Al Rayyan）時進球，也是阿爾薩德唯一的進球，被評為全場最佳球員。

### 2012年－13年賽季
哈勒凡·易卜拉欣在2012年－13年賽季有一個出色的開始，與塞內加爾球員馬馬杜·南和西班牙著名球員勞爾·岡薩雷斯組成攻擊主力。他們帶領阿爾薩德在聯賽第一場比賽獲勝，試圖率領阿爾薩德重返榮耀，該俱樂部在過去的5年中（2006年－07年賽季之後）只贏得了2個國內比賽冠軍和亞足聯冠軍聯賽。
他在前4場比賽中踢進3個進球，與馬馬杜·南、勞爾·岡薩雷斯並列最佳射手榜第二位。哈勒凡·易卜拉欣在10月22日中完成生平第一次帽子戲法，（勞爾·岡薩雷斯助攻2次，馬馬杜·南則是1次）讓阿爾薩德以4-1贏比賽，也是本賽季第二次帽子戲法。

## 成績
| 球隊         | 賽季     | 所屬聯賽           | 聯賽 | 聯賽 | 杯賽1 | 杯賽1 | 聯賽杯2 | 聯賽杯2 | 亞洲3 | 亞洲3 | 其他4 | 其他4 | 總和 | 總和 |
| 球隊         | 賽季     | 所屬聯賽           | 助攻 | 進球 | 助攻  | 進球  | 助攻    | 進球    | 助攻  | 進球  | 助攻  | 進球  | 助攻 | 進球 |
| ------------ | -------- | ------------------ | ---- | ---- | ----- | ----- | ------- | ------- | ----- | ----- | ----- | ----- | ---- | ---- |
| 艾沙特體育會 | 2004–05  | 卡塔爾足球甲級聯賽 | 10   | 0    | 0     | 0     | -       | -       | -     | -     | 0     | 0     | 10   | 1    |
| 艾沙特體育會 | 2005–06  | 卡塔爾足球甲級聯賽 | 12   | 1    | 4     | 1     | -       | -       | 3     | 1     | 0     | 0     | 19   | 3    |
| 艾沙特體育會 | 2006–07  | 卡塔爾足球甲級聯賽 | 16   | 5    | 5     | 0     | -       | -       | 4     | 1     | 2     | 0     | 27   | 6    |
| 艾沙特體育會 | 2007–08  | 卡塔爾足球甲級聯賽 | 6    | 2    | 3     | 0     | -       | -       | -     | -     | 0     | 0     | 9    | 2    |
| 艾沙特體育會 | 2008–09  | 卡塔爾足球甲級聯賽 | 21   | 15   | 1     | 0     | -       | -       | -     | -     | 3     | 0     | 25   | 15   |
| 艾沙特體育會 | 2009–10  | 卡塔爾足球甲級聯賽 | 9    | 2    | 3     | 0     | 0       | 0       | 6     | 1     | 2     | 0     | 20   | 3    |
| 艾沙特體育會 | 2010–11  | 卡塔爾足球甲級聯賽 | 18   | 3    | 2     | 1     | 2       | 0       | 11    | 1     | 7     | 1     | 40   | 6    |
| 艾沙特體育會 | 2011-12  | 卡塔爾足球甲級聯賽 | 17   | 7    | 4     | 3     | 2       | 2       | -     | -     | 3     | 0     | 26   | 12   |
| 艾沙特體育會 | 2012–13  | 卡塔爾足球甲級聯賽 | 5    | 5    | 0     | 0     | 0       | 0       | -     | -     | 5     | 1     | 10   | 6    |
| 艾沙特體育會 | 總計     | 總計               | 114  | 40   | 22    | 5     | 4       | 2       | 24    | 4     | 22    | 2     | 186  | 53   |
| 生涯總計     | 生涯總計 | 生涯總計           | 114  | 40   | 22    | 5     | 4       | 2       | 24    | 4     | 22    | 2     | 186  | 53   |

1包含卡塔爾埃米爾盃與卡塔爾王儲盃
2包含卡塔爾之星盃
3包含亞足聯冠軍聯賽
4包含世界盃足球賽與謝赫賈西姆盃
- 資料累積至2012年10月30日[6]

## 榮譽
- 亞洲足球先生: 2006年
- 卡達最佳21歲以下球員: 2006年
- 最佳阿拉伯球員: 2007年

## 外部連結
- Player profile - QSL.com.qa
- Player profile - Soccerway.com（页面存档备份，存于）

| 前任： 哈马德·阿尔·蒙塔萨里 | 亚洲足球先生 2006年 | 繼任： 雅瑟尔·阿尔-卡塔尼 |